# Hanna Stommel

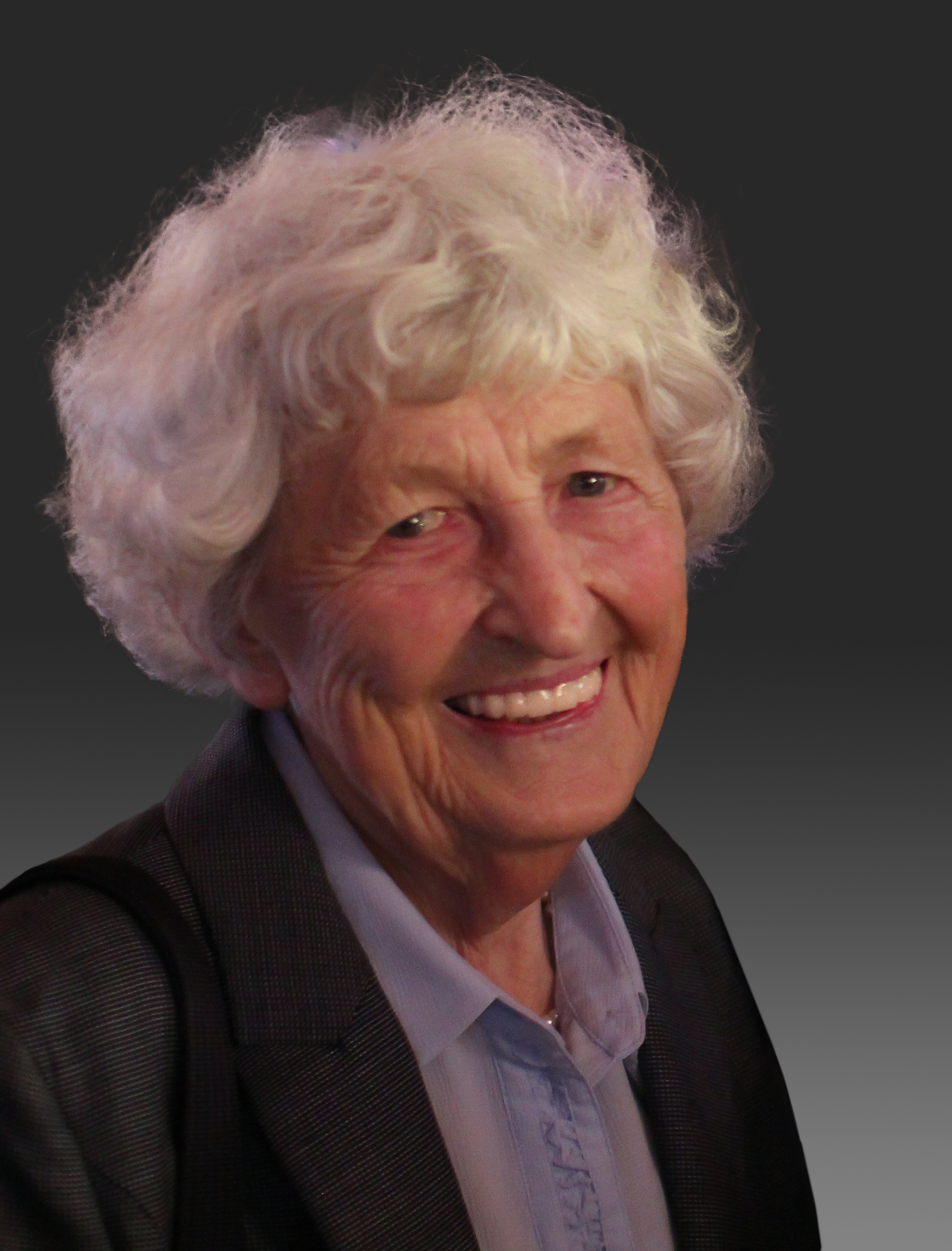
Hanna Stommel, 2017

Maria Johanna (Hanna) Stommel (* 22. Februar 1927 in Siegburg; † 16. Juli 2021 in Krefeld) war eine deutsche Lehrerin und Heimatforscherin, deren Forschungsschwerpunkt in der rheinischen Landesgeschichte und vor allem der Geschichte der Stadt Erftstadt lag.

## Leben
Hanna Stommel wurde als einzige Tochter des Landwirts Johann Pohl und dessen Frau Katharina, geborene Schwammborn, im Jahr 1927 im rheinischen Siegburg geboren. Sie wuchs auf einem Bauernhof im Weiler Straßen, einem Ortsteil der Gemeinde Neunkirchen-Seelscheid im Rhein-Sieg-Kreis, sowie nach einem Umzug in Inger auf. Ihre Schulausbildung erhielt sie in der Volksschule in Pohlhausen sowie danach im Lyzeum Siegburg. Verzögert durch den Zweiten Weltkrieg, in dem sie als Mädchen teilweise im Lazarett aushalf, machte sie ihr Abitur erst im Juli 1946.

### Ausbildung und berufliche Karriere
Sie studierte von 1947 bis 1948 an der Universität zu Köln Erdkunde, Germanistik und Geschichte und wechselte im Sommer 1948 bis 1951 an die Universität Bonn, wo sie unter anderem Vorlesungen des Historikers Max Braubach besuchte. In der Universität lernte sie zudem ihren späteren Ehemann Karl Stommel näher kennen, den sie bereits aus ihrer Jugend aus dem Schulbus kannte. An der Pädagogischen Hochschule Köln-Vogelsang belegte sie 1951 den Studiengang „Realschullehrer“ und absolvierte ihre Abschlussprüfung im März 1952. Bereits im April 1952 trat sie in den Schuldienst ein und arbeitete als Lehrerin in Bonn-Beuel und Euskirchen. 1956 machte sie das Zweite Staatsexamen, im gleichen Jahr heiratete sie Karl Stommel, der zu diesem Zeitpunkt als Gymnasiallehrer an der Höheren Schule in Lechenich tätig war. Das Paar bekam drei Kinder und Hanna Stommel machte eine zwölfjährige Elternpause, bevor sie ab dem 9. September 1968 als Aushilfslehrerin an der Lechenicher Volksschule arbeitete. Von 1969 bis 1974 arbeitete sie als Lehrerin an der Realschule in Euskirchen und wechselte dann an die neu eröffnete Realschule in Lechenich, wo sie bis zu ihrer Pensionierung 1985 lehrte.

### Tätigkeiten als Heimatforscherin
Ende der 1970er Jahre unterstützte Hanna Stommel ihren als Heimatforscher tätigen Ehemann Karl und bereitete gemeinsam mit ihm das 700-jährige Jubiläum im Jahr 1979 der damals eigenständigen Stadt Lechenich vor. Sie selbst begann erst nach ihrer Pensionierung, sich intensiv mit der Heimatgeschichte und vor allem der Geschichte der Stadt Erftstadt auseinanderzusetzen. 1985 bereiteten sie gemeinsam die Ausstellung Kostbarkeiten aus den Kirchen der Erftstadt im Pfarrzentrum St. Kilian vor. 1986 erschien die gemeinsam erarbeitete Biographie des im 17. Jahrhundert lebenden Adeligen Johann Adolf Wolff genannt Metternich zur Gracht aus dem Geschlecht der Wolff-Metternich. Gemeinsam begannen sie zudem eine fünfbändige Sammlung von über 3000 Quellen zur Geschichte der Stadt Erftstadt, die nach dem Tod von Karl Stommel in den Jahren von 1990 bis 1998 erschien. Aufgrund des Todes von Karl Stommel im Jahr 1989 wurde dabei nur der erste Band von beiden gemeinsam, die späteren vier Bände von Hanna Stommel allein veröffentlicht.
Von 1993 bis 2006 veröffentlichte Hanna Stommel fast 30 Aufsätze zu ortshistorischen Themen zum Jahrbuch der Stadt Erftstadt. Von 1998 an veröffentlichte sie zudem gemeinsam mit dem stellvertretenden Leiter des Kulturamtes der Stadt Lechenich Dieter Hoffsümmer und dem Historiker Frank Bartsch die Loseblattsammlung Denkmäler in Erftstadt. Im Jahr 2002 gründete sie den Geschichtsverein Erftstadt mit. 2004 veröffentlichte sie ebenfalls gemeinsam mit Frank Bartsch anlässlich der Stadtrechtsverleihung vor 725 Jahren eine Stadtgeschichte von Lechenich mit dem Titel Lechenich von der Römerzeit bis heute. Nach 2007 verfasste und überarbeitete Hanna Stommel zudem zahlreiche Artikel in der Wikipedia zur Heimatgeschichte.
2015 zog Hanna Stommel zu ihrer Familie nach Krefeld; sie starb am 16. Juli 2021.

## Auszeichnungen

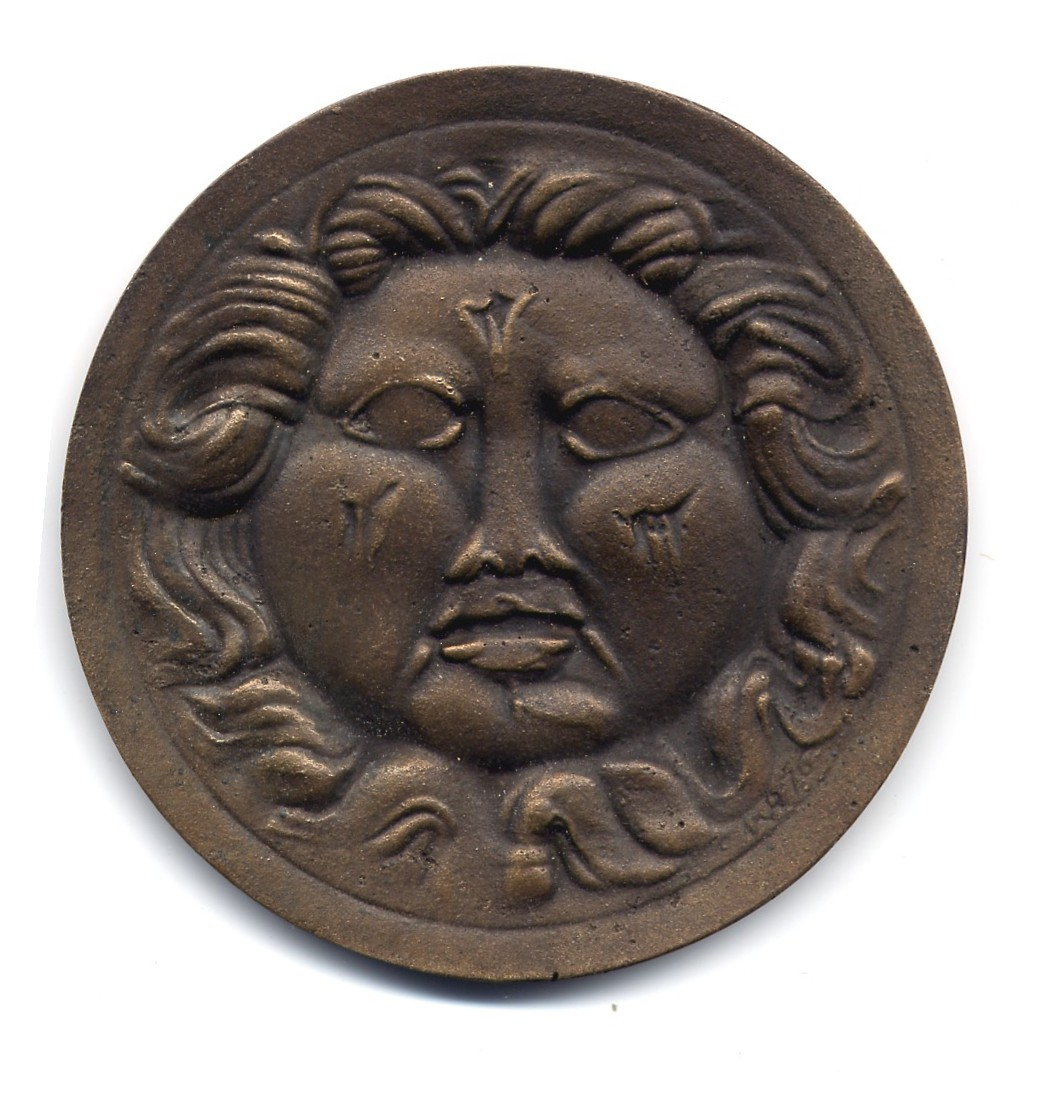
Rheinlandtaler

- Verleihung des Rheinlandtalers (1994)
- Verleihung der Carl-Schurz-Medaille der Stadt Erftstadt (1994)
- Kulturpreis des Erftkreises (2000)

## Veröffentlichungen (Auswahl)
- Quellen zur Geschichte der Stadt Erftstadt. (gemeinsam mit Karl Stommel). 5 Bände, herausgegeben vom Kulturamt der Stadt Erftstadt 1990–1998.
- Kirchliche Visitationsberichte aus dem Jahr 1569. Jahrbuch der Stadt Erftstadt 1993/94, S. 8–16.
- Stätte der Andacht seit fast 800 Jahren. Aus der Geschichte der Kapelle zu Frauenthal. Jahrbuch der Stadt Erftstadt 1995, S. 128–134.
- Das Erper Kreuz. Jahrbuch der Stadt Erftstadt 1997, S. 31–36.
- Denkmäler in Erftstadt. (gemeinsam mit Frank Bartsch und Dieter Hoffsümmer). Aktionsgemeinschaft Handel und Gewerbe in Verbindung mit dem Kulturamt der Stadt Erftstadt, Loseblattsammlung, Erftstadt 1998 bis 2000.
- Die kurköllnische Husarenkompanie in Lechenich. Jahrbuch der Stadt Erftstadt 1999, S. 138–142.
- Hexenverfolgung im ehemaligen kurköllnischen Amt Lechenich. Jahrbuch der Stadt Erftstadt 2002, S. 24–46.
- Die Säkularisation im Jahre 1802 im ehemaligen Kanton Lechenich. Jahrbuch der Stadt Erftstadt 2003, S. 56–68.
- Mathias Konstantin Bendermacher. Jahrbuch der Stadt Erftstadt 2003, S. 100–105.
- Lechenich von der Römerzeit bis heute. Eine illustrierte Stadtgeschichte. (gemeinsam mit Frank Bartsch). Bürgergesellschaft e. V., Erftstadt-Lechenich 2004.
- Mittelalterliche Heerstraßen im Bereich der heutigen Stadt Erftstadt. Jahrbuch der Stadt Erftstadt 2005, S. 59–64.
- Johann Adolf Wolff genannt Metternich zur Gracht. Jahrbuch der Stadt Erftstadt 2005, S. 19–38.
- Die Franziskaner in Lechenich. Jahrbuch der Stadt Erftstadt 2005, S. 127–141.
- Das untergegangene Dorf Spürk. Jahrbuch der Stadt Erftstadt 2006, S. 23–29.

## Belege
1. 1 2 3 4 5  Frank Bartsch: In memoriam Hanna Stommel (1927–2021) Pädagogin und Historikerin. Jahrbuch der Stadt Erftstadt 2022, Stadt Erftstadt 2021. S. 181–193.
2. ↑  Traueranzeige Hanna Stommel. weser-kurier.de, 16. Juli 2021.